# Ixora mindanaensis
Ixora mindanaensis är en måreväxtart som beskrevs av Elmer Drew Merrill. Ixora mindanaensis ingår i släktet Ixora och familjen måreväxter. Inga underarter finns listade i Catalogue of Life.